# Sèk
I sèk (in lingua thai: แสก, traslitterato RTGS: saek e IPA: [sɛːk]; in Laos traslitterato xaeh) sono una piccola etnia che fa parte dei popoli tai. Sono stanziati in alcuni villaggi del Laos e della Thailandia. Altri nomi dell'etnia sono set e tai sek.

## Storia
Uno studio del governo laotiano sulle minoranze etniche del paese riporta che i sèk giunsero in Laos nel XVII secolo, migrati dal Vietnam e dalla Cina. In particolare, i membri del villaggio di Na Kadok affermano di essere originari della Provincia di Ha Tinh, che si trova nella zona al di là del confine vietnamita rispetto a Na Kadok. Specializzati nel trovare oro nelle miniere, si è ipotizzato che la migrazione verso sud si sia verificata nella ricerca di nuovi giacimenti auriferi. I sèk in Thailandia vivono nella provincia di Nakhon Phanom, nella Thailandia del Nordest, vicino ai villaggi dei sèk stanziati in Laos, che si trovano nei pressi della sponda laotiana del Mekong.

## Distribuzione geografica
Erano 14.000 nel 1990 in Laos, dove vivono nella parte centrale del paese e sono suddivisi in piccoli gruppi. Alcuni sono stanziati nelle zone montane di Nam Noy e Nam Pheo, nei distretti di Hinboune, Nakai e Ngolamath della Provincia di Khammouan ed altri nella zona del capoluogo Thakhek. Un ultimo gruppo vive un centinaio di chilometri più a nord, nel villaggio di Na Kadok, situato nella parte sud-orientale del Distretto di Khamkheut, nella zona montuosa vicino al confine vietnamita della Provincia di Bolikhamxai.
Al di là del Mekong erano presenti nel 1993 in 11.000 nella zona di Nakhon Phanom, capoluogo dell'omonima Provincia di Nakhon Phanom, nella Thailandia del Nordest.

## Cultura
I sèk che si sono trasferiti nelle zone urbane di Thakhek e di Nakhon Phanom sono profondamente diversi da quelli rimasti a vivere nei villaggi di montagna. Mentre i primi si sono integrati con lo stile di vita dei laotiani e thai di città, gli altri abitano in villaggi raggiungibili solo a piedi e vivono all'interno di palafitte alte 2 metri da terra. Muri e pavimenti sono in legno ed il tetto è in paglia. Le abitazioni sono spaziose ed hanno diversi locali.
La società è di tipo matriarcale e le ragazze sono di solito libere di scegliersi il marito. Dopo il matrimonio le coppie vanno a vivere in casa dei genitori dello sposo. I sèk si sposano anche con membri di altre etnie tai. Nei funerali dei villaggi di montagna, il defunto viene posto in una bara e portato al cimitero, dove viene cremato. Per l'occasione vengono sacrificati uno o due bufali. Il defunto viene seppellito senza essere cremato se è un bambino o una vittima di un incidente. I costumi tradizionali sono caduti in disuso ed i sèk indossano ora normali capi d'abbigliamento comprati nei mercati vicini.

### Religione
La maggior parte dei sèk di città si sono convertiti al buddhismo theravada e quelli delle montagne continuano a professare l'animismo. Nei villaggi sono presenti sciamani chiamati moiyau che preparano medicinali curativi e organizzano le cerimonie religiose. La popolazione adora o teme svariati spiriti, tra i quali quelli che proteggono la casa e il villaggio e quelli del fiume, della foresta e del cielo.

### Lingua
La lingua dei sèk non è mutuamente intelligibile con quelle dei thai e dei lao. Oltre a parlare i vari dialetti del proprio idioma, parlano la lingua lao in Laos e quella thai in Thailandia, che sono insegnate nelle scuole. Con la progressiva scolarizzazione, già verso la fine del XX secolo erano sempre meno i giovani che parlavano il sèk. Il dialetto di Na Kadok si differenzia leggermente dagli altri parlati dai sèk, e tutti sono collegati alla lingua della vicina etnia tai mène, parlata da circa 7.200 abitanti nel 1995. Malgrado l'affinità, la lingua tai mène è stata inserita nel grande gruppo delle lingue tai, mentre quella sèk fa un gruppo a sé; entrambe fanno parte delle lingue tai sèk, un sottogruppo delle lingue tai settentrionali.

## Economia
Praticano in generale un'agricoltura di sussistenza. Nelle zone di pianura coltivano principalmente il riso glutinoso, mentre nelle montagne il riso più adatto alle terre secche, facendo largo uso della pratica del debbio. Altre colture comprendono mais, patate ed altri vegetali. Allevano bufali, altri bovini e pollame sia per alimentarsi che per venderli. Allevano e mangiano anche i cani. È tuttora in uso la caccia e raccolta nelle foreste vicine ai villaggi. Tra le poche attività artigianali vi è la produzione di ceste e stuoie intrecciando il bambù.